# Changan CS35
| Sterne im C-NCAP-Crashtest (2013) |

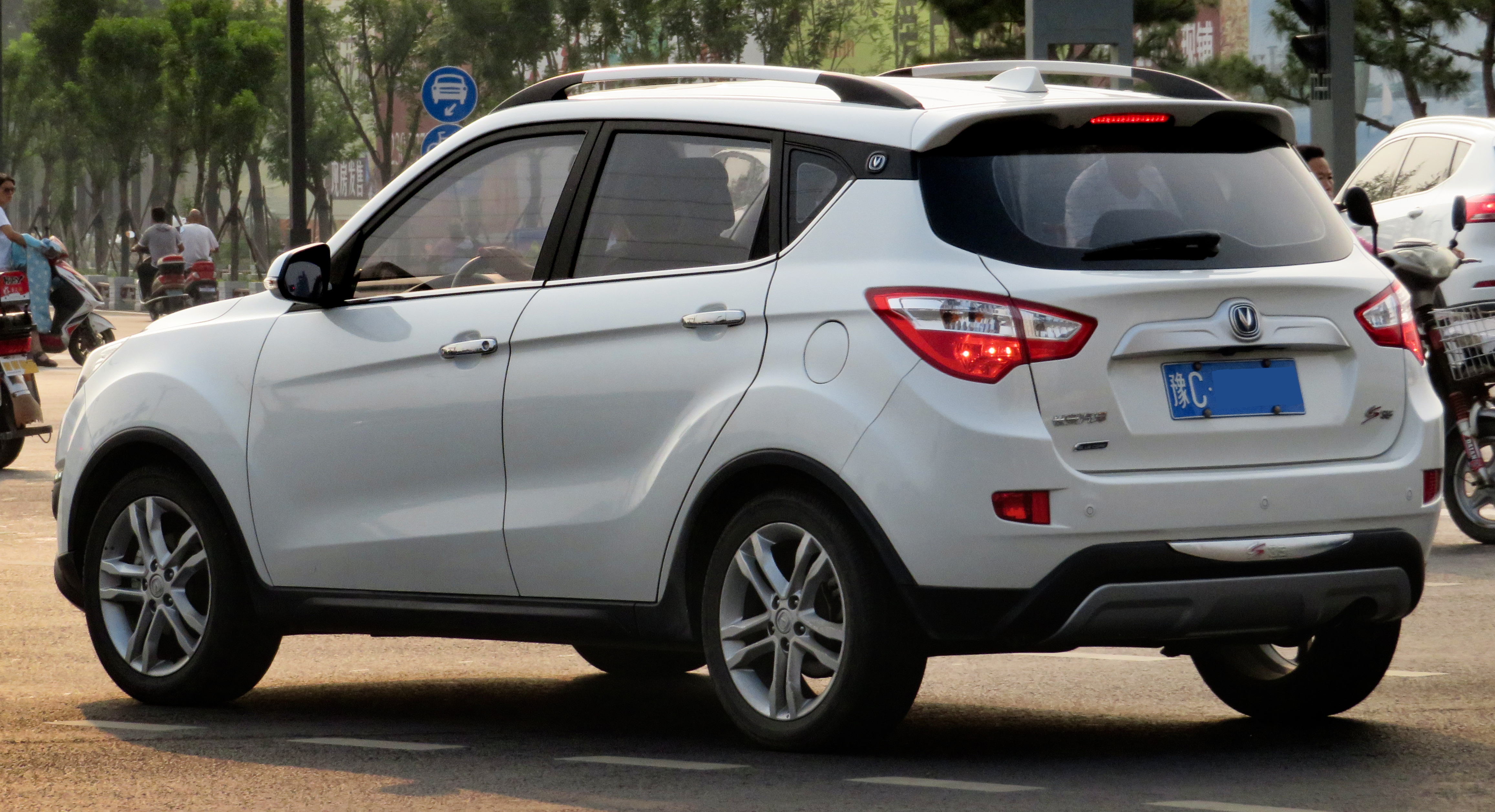
Heckansicht (2012–2018)

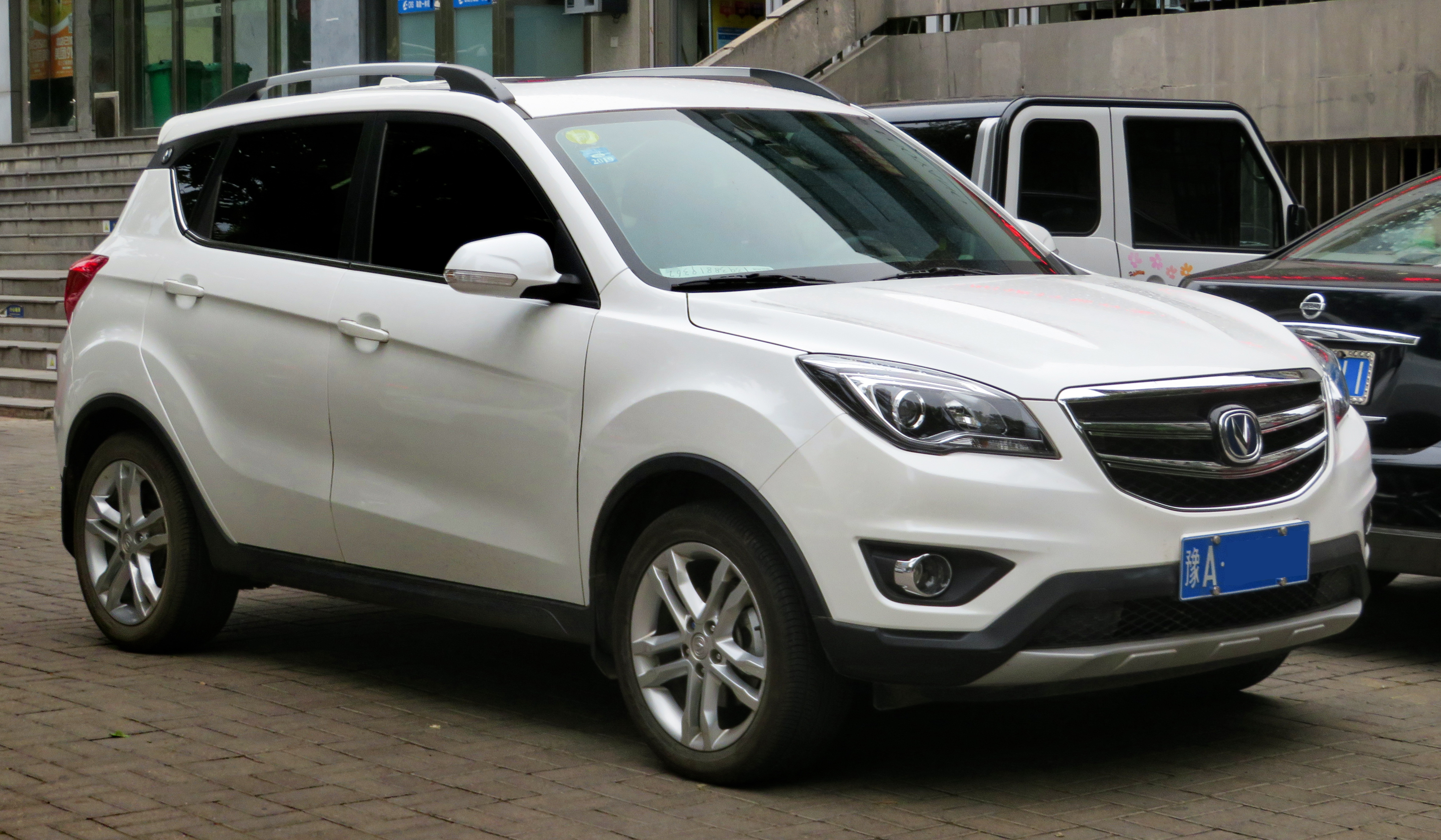
Changan CS35 (2018–2022)

Der Changan CS35 ist das erste SUV des chinesischen Automobilherstellers Chongqing Changan Automobile Company der Marke Changan. Das Fahrzeug debütierte als Konzeptfahrzeug Changan SUV auf der Internationalen Automobil-Ausstellung 2011 in Frankfurt am Main, das Serienfahrzeug wurde im April 2012 auf der Beijing Motor Show vorgestellt und kam am 30. Oktober 2012 in China auf den Markt. Der CS35 basiert auf der Limousine Changan Eado. Auf dem mitteleuropäischen Markt wurde das Fahrzeug im Gegensatz zum russischen bzw. chilenischen Markt nicht angeboten. Anfang 2018 erschien ein Facelift für den CS35.
Der im Sommer 2019 eingeführte Changan Oshan Kosai 5 ist nahezu baugleich zum CS35. Er erhielt ein Jahr später eine Modellpflege und wurde bis September 2021 verkauft.
Zum Marktstart war das Fahrzeug mit einem 1,6-Liter-Ottomotor erhältlich, im Herbst 2014 folgte ein 115 kW (156 PS) starker aufgeladener 1,5-Liter-Ottomotor.

## Technische Daten
|                                            | 1.6                        | 1.5T                   |
| ------------------------------------------ | -------------------------- | ---------------------- |
| Bauzeitraum                                | 10/2012–2022               | 09/2014–2022           |
| Motorkenndaten                             |                            |                        |
| Motortyp                                   | R4-Ottomotor               | R4-Ottomotor           |
| Motoraufladung                             | —                          | Turbolader             |
| Hubraum                                    | 1598 cm³                   |                        |
| max. Leistung bei min−1                    | 83 kW (113 PS) / 6000      | 115 kW (156 PS) / 5000 |
| max. Drehmoment bei min−1                  | 152 Nm / 4000–5000         | 215 Nm / 2000–4500     |
| Kraftübertragung                           |                            |                        |
| Antrieb                                    | Vorderradantrieb           | Vorderradantrieb       |
| Getriebe, serienmäßig                      | 5-Gang-Schaltgetriebe      | 5-Gang-Schaltgetriebe  |
| Getriebe, optional                         | (4-Gang-Automatikgetriebe) | —                      |
| Messwerte                                  |                            |                        |
| Höchstgeschwindigkeit                      | 180 km/h                   |                        |
| Beschleunigung, 0–100 km/h                 | 14,0 s (15,0 s)            |                        |
| Leergewicht                                | 1270 kg (1290 kg)          | 1340 kg                |
| Kraftstoffverbrauch auf 100 km, kombiniert | 6,6 l Super (7,0 l Super)  |                        |
| Tankinhalt                                 | 52 l                       | 52 l                   |

- Werte in ( ) gelten für Fahrzeuge mit Automatikgetriebe